# Сьогодні — новий атракціон
«Сьогодні — новий атракціон» (рос. «Сегодня — новый аттракцион») — російський радянський повнометражний кольоровий художній фільм-комедія, поставлений на кіностудії «Ленфільм» в 1966 году режисером Надією Кошеверовою і співрежисером А. Дудком.
Одна з останніх кіноролей Фаїни Раневської.
Прем'єра фільму в СРСР відбулася 7 березня 1966 року.

## Зміст
Фільм відкриває завісу світу цирку і його артистів. Так, Валя змінює амплуа і виступає в ролі приборкувача тигрів. Цей номер по праву належав Марату, але директор попросив поступитися ним Валі. Після цього Валя стає зіркою, у неї з'являються шанувальники і починається зоряна хвороба.

## Ролі
- Марина Полбенцева — Валентина Іванівна Кузнецьова
- Отар Коберідзе — Марат Олексійович Месхієв, дресирувальник
- Фаїна Раневська — Ада Костянтинівна Бранд, директор цирку
- Павло Суханов — Смирнов (Донатті) Віктор Едуардович, старий цирковий артист, клоун
- Гелій Сисоєв — Володя, асистент дресирувальника
- Ігор Горбачов — товариш Карпов
- Михайло Глузський — Парфьонов, приїхав супроводжувати тигрів з зооцентру на кінозйомку

## В епізодах
- Олександр Віолінов — доктор
- Маріца Запашна — молода приборкувачка «Малятко»
- Михайло Іванов — член комісії («Звільнити його треба — і все!»)
- Віра Карпова — жінка в шубі, супутниця Карпова
- Анатолій Королькевич — буфетник
- Лев Лемке — кореспондент з «Вечірнього Ленінграда»
- Оскар Лінд — розпорядник в цирку
- Олександра Матвєва — працівниця цирку, костюмерша
- Анатолій Подшивалов — асистент дресирувальника
- Іван Селянин — працівник сцени, дарує шампанське Валентині
- Володимир Татосов — «приборкувач» коня
- А. Бондарева, Е. Броверман, Володимир Волков, Е. Кочинов, Наталія Крудова, Л. Муковніна
- Олександр Афанасьєв — епізод (в титрах не вказаний)
- Гликерія Богданова-Чеснокова — глядачка (в титрах не вказана)
- Володимир Курков — пожежний (в титрах не вказаний)
- Лев Степанов — працівник цирку (в титрах не вказаний)
- Віра Титова — глядачка (в титрах не вказана)
- Володимир Четвериков — молоденький лейтенант у ресторані, який запрошував Віктора Смирнова до свого столика (в титрах не вказаний)
- У фільмі брали участь артисти цирку:
- Повітряні гімнасти Щетинін — Петро Щетинін і його дочка Ірина Щетиніна.
- Дресирувальники хижаків — Вальтер Запашний, Костянтин Костянтинівський
- Дресирувальник ведмедя — Валентин Філатов.
- Дресирувальник слона — Борис Баранов

## Знімальна група
- Сценарій — Юлій Дунський, Валерій Фрід
За сюжетом Костянтина Костянтинівського
- Постановка — Надії Кошеверової
- Співрежисер — Аполлінарій Дудко
- Оператори — Володимир Бурикін, Володимир Коротков, Костянтин Соловйов
- Художники — Ігор Вускович, Валерій Доррер
- Костюми — Лідії Шільдкнехт
- Композитор — Карен Хачатурян
- Звукооператор — Костянтин Лашков
- Режисери — Н. Зімацька, Семен Дерев'янський
- Другий оператор — Л. Александров
- Монтажер — Валентина Миронова
- Редактор — Фріжетта Гукасян
- Художник-гример — М. Єранцева
- Асистенти:
режисера — К. Кирпичьова, Людмила Кривицька, С. Никітин
оператора — В. Капустін, Е. Вохрін
художника — Ю. Дишленко, Е. Колчин, Н. Немировська, Є. Федоров
- Комбіновані зйомки:
Оператори — Михайло Шамкович, Микола Покопцев
Художник — Михайло Кроткін
- Симфонічний оркестр Ленінградської державної філармонії
Диригент — Карл Еліасберг
- Директор картини — Юрій Джорогов